# 董家口站
董家口站，位于中华人民共和国山东省青岛市黄岛区，是青盐铁路和董家口港区疏港铁路上的火车站，于2018年12月26日启用，由中国铁路济南局集团管辖。

## 車站結構
董家口站站房总建筑面积3000平方米，分上下两层，建筑总高度13.5米。

## 車站周邊
- 青岛地铁13号线董家口火车站

## 歷史
- 2018年12月26日启用。

## 外部連結
- 中国铁路客户服务中心（页面存档备份，存于）